# Aurinko laskee länteen
Chansons représentant la Finlande au Concours Eurovision de la chanson
Laiskotellen
(1964) Playboy
(1966)
Aurinko laskee länteen (« Le soleil se couche à l'ouest ») est une chanson écrite par Reino Helismaa, composée par Toivo Kärki et interprétée par Viktor Klimenko, sortie en 45 tours en 1965.
C'est la chanson représentant la Finlande au Concours Eurovision de la chanson 1965.

## À l'Eurovision

### Sélection
Le 13 février 1965, ayant remporté l'Euroviisut 1965 à Helsinki, la chanson Aurinko laskee länteen, interprétée par Viktor Klimenko, est sélectionnée pour représenter la Finlande au Concours Eurovision de la chanson 1965 qui a lieu le 20 mars à Naples, en Italie.

### À Naples
La chanson est intégralement interprétée en finnois, langue officielle de la Finlande, comme le veut la coutume avant 1966. L'orchestre est dirigé par George de Godzinsky.
Aurinko laskee länteen est la seizième chanson interprétée lors de la soirée du concours, suivant Poupée de cire, poupée de son de France Gall (la chanson lauréate par la suite) pour le Luxembourg et précédant Čežnja de Vice Vukov pour la Yougoslavie.
À l'issue du vote, elle obtient 0 points, se classant 15e et dernière — ex aequo avec Als het weer lente is de Lize Marke pour la Belgique, Paradies, wo bist du? d'Ulla Wiesner pour l'Allemagne et ¡Qué bueno, qué bueno! de Conchita Bautista pour l'Espagne — sur 18 chansons,.

## Liste des titres
| A. | Aurinko laskee länteen (interprétée par Viktor Klimenko)   | Reino Helismaa, Toivo Kärki |  |
| B. | Lapin taikarummut (interprétée par Erkki Pohjanheimo (en)) | Reino Helismaa, Toivo Kärki |  |

## Historique de sortie
| Pays     | Date | Format   | Label   |
| -------- | ---- | -------- | ------- |
| Finlande | 1965 | 45 tours | Philips |